# Rumunia na Letnich Igrzyskach Olimpijskich 2008
Rumunię na Letnich Igrzyskach Olimpijskich 2008 reprezentowało 102 sportowców w 16 dyscyplinach.
Był to 19. start Rumunów na letnich igrzyskach olimpijskich. Osiem zdobytych medali było najgorszym wynikiem Rumunii na letnich igrzyskach olimpijskich od 1952 roku.

## Zdobyte medale
| Medal  | Zawodnik | Dyscyplina sportowa | Konkurencja                   |
| ------ | --- | ------------------- | ----------------------------- |
| Złoto  | Alina Alexandra Dumitru | Judo                | do 48 kg kobiet               |
| Złoto  | Constantina Diță-Tomescu | Lekkoatletyka       | maraton kobiet                |
| Złoto  | Natasa Janics Katalin Kovács | Kajakarstwo         | dwójka bez sternika kobiet    |
| Złoto  | Sandra Izbașa | Gimnastyka          | ćwiczenia wolne kobiet        |
| Srebro | Ana Maria Brânză | Szermierka          | szpada indywidualnie kobiet   |
| Brąz   | Mihai Covaliu | Szermierka          | szabla indywidualnie mężczyzn |
| Brąz   | Andreea Acatrinei Gabriela Drăgoi Andreea Grigore Sandra Izbașa Steliana Nistor Anamaria Tămârjan                                      | Gimnastyka          | wielobój drużynowo kobiet     |
| Brąz   | Constanța Burcică Viorica Susanu Rodica Șerban Beniko Barabas Simona Mușat Ioana Papuc Georgeta Andrunache Doina Ignat Elena Georgescu | Wioślarstwo         | ósemka kobiet                 |